# Chhaava
 (mars 2025).
Si vous disposez d'ouvrages ou d'articles de référence ou si vous connaissez des sites web de qualité traitant du thème abordé ici, merci de compléter l'article en donnant les références utiles à sa vérifiabilité et en les liant à la section « Notes et références ».
Pour plus de détails, voir Fiche technique et Distribution.
Chhaava (Le Lionceau en français) est un film d'action historique indien en langue hindi sorti au cinéma en 2025. Il est adapté du roman Chhaava (1969) de Shivaji Sawant (en) (1940-2002), narrant la vie du second empereur marathe Sambhaji Maharaj, interprété dans le film par Vicky Kaushal.
Ce film est réalisé par Laxman Utekar et produit par Dinesh Vijan et Maddock Films. Le casting inclut également Rashmika Mandanna et Akshaye Khanna.

## Production
En pré-production à partir d'avril 2023, le tournage a commence en octobre 2023 et se termine en mai 2024. La bande son originale du film est composée par A.R. Rahman et les paroles des chansons sont écrites par Irshad Kamil et Kshitij Patwardhan.
Chaava sort en salles le 14 février 2025, y compris en IMAX. Le film a reçu des critiques mitigées et a suscité la controverse en raison de supposées approximations historiques. 
Ayant rapporté 708.47 millions de roupies (environ 81 millions de dollars américains), c'est le 9ème film le plus rentable de 2025, ainsi que le premier en Inde et en hindi. Il se classe par ailleurs au neuvième rang des films en hindi les plus rentables ainsi qu'au quatorzième rang des films indiens les plus rentables.

## Polémique et manifestations autour d'Aurangzeb
La sortie du film, en février 2025, a déclenché à la mi-mars de la même année une vague de manifestations des nationalistes indiens dans l'État indien du Maharashtra afin que le tombeau d'Aurangzbeb soit détruit. Le film « dépeint Aurangzeb comme un sanguinaire, tortionnaire du chef de l’Empire marathe, Sambhaji Maharaj, un fier hindou, considéré comme un martyr » et les manifestations en réaction à sa sortie font craindre que « [t]ous les ingrédients de nouvelles tensions communautaires [soient] posés dans cet Etat dirigé depuis novembre 2024 par le Bharatiya Janata Party (BJP, Parti du peuple indien) de Narendra Modi, le premier ministre [de l'Inde] ».